# Jacob Wesley Ulm
Jacob Wesley Ulm (nascido a 9 de outubro de 1974) é um médico, investigador, autor e bioinformático americano na National Institutes of Health (NIH). Ele é mais conhecido pelos seus comentários e artigos na área da saúde para o público em geral, aparecendo durante e depois da pandemia do COVID-19.
Ulm foi consultado e publicou em revistas e outros órgãos de comunicação social, incluindo a Forbes, Parade, Shape, Verywell Health, Medical News Today, Eat This, Not That,Yahoo!, MSN, Business Insider, Best Life, Care.com e vários outros meios de comunicação internacionais.
Ulm cresceu em Alexandria, Virgínia. Ele fez um bacharelado em Química e uma especialização em Bioquímica na Universidade de Duke, summa cum laude. Seguiu-se um doutoramento conjunto (medicina e investigação) apoiado pelo MSTP na Harvard Medical School e no MIT, com uma tese de doutoramento centrada na terapia genética retroviral.
Enquanto frequentou a faculdade de medicina, Ulm tornou-se campeão, por vários dias, no programa Jeopardy! e avançou para o Torneio de Campeões de 1998.
Cantor e compositor, ele iniciou, mais tarde, uma colaboração musical de rock alternativo, J. Wes Ulm e Kant’s Konundrum, lançando o seu primeiro EP e um videoclipe premiado. Seguiu-se o reconhecimento como semifinalista no concurso International Songwriting Competition por produções posteriores.

### Covid-19
● Atualizações sobre a variante R-1 da COVID-19 (Updates on the R-1 COVID-19 variant). Shape
● Vacinas de reforço contra a COVID para idosos (COVID booster shots for seniors). Care.com
● Os pais e as novas variantes da COVID-19 (Parents and the new COVID-19 variants). Verywell Family
● Preocupações com a reinfeção por COVID (COVID reinfection concerns). Eat This, Not That
● Opções de reforço contra a COVID e a combinação de vacinas (COVID booster options and mixing-and-matching). Best Life

### Saúde em geral
● Sintomas comuns de gripe a que deve estar atento (Common flu symptoms to be aware of). Forbes
● Hospitalização VSR Pediátrica (Pediatric RSV hospitalization). Business Insider
● Manifestações da insuficiência cardíaca congestiva (Manifestations of congestive heart failure). Eat This, Not That
● ChatGPT e outros recursos gerados por chatbots para a saúde em geral (ChatGPT and other Chatbot-generated resources for general health). Health Reporter
● Terapia anti-inflamatória prospetiva para a doença de Alzheimer (Anti-inflammatory prospective therapy for Alzheimer’s disease). Medical News Today

### Artigos especializados em biomedicina
● Modulação do tropismo viral e da restrição celular com base nos componentes do capsídeo retroviral (Modulation of viral tropism and cellular restriction based on retroviral capsid components). Virology
● O reaproveitamento de medicamentos para a COVID-19 (Drug repurposing for COVID-19). Transboundary and Emerging Diseases
● O reposicionamento de medicamentos para a distrofia muscular de Duchenne (Drug repositioning for Duchenne muscular dystrophy). Frontiers in Cell and Developmental Biology
● Fundamentos básicos da terapia genética, Wiley (Basic foundations of gene therapy, Wiley). Encyclopedia of Genetics

### Outros
● Indicadores macroeconómicos e o significado do poder de compra sem dívida (Macroeconomic metrics and significance of non-debt purchasing power). International Policy Digest e The Birmingham News
● National Merit Scholar
● Valedictorian, T.C. Williams High School
● Segundo prémio na competição anual Neurofibromatosis Prize for Research Ideas, patrocinada pela National Neurofibromatosis Foundation e pela International Neurofibromatosis Association